# Юлія Дуймовіц
Юлія Дуймовіц (нім. Julia Dujmovits, 12 червня 1987) — австрійська сноубордистка, олімпійська чемпіонка. 
Золоту олімпійську медаль і звання олімпійської чемпіонки Юлія виборола на Іграх 2014 року в Сочі в змаганнях з паралельного слалому. 

## Зовнішні посилання
- Досьє на сайті FIS [Архівовано 2 березня 2014 у Wayback Machine.]